# Малая Шеньга (приток Северной Двины)
Малая Шеньга — река в России, протекает по Виноградовском районе Архангельской области. Устье реки находится в 329 км по правому берегу реки Северная Двина. Длина реки составляет 14 км. В четырёх километрах ниже по течению Северной Двины находится устье реки Большая Шеньга.
Имеет правый приток — речку Перечка.

## Населённые пункты
Ранее в устье реки Малая Шеньга находилась деревня Красная Горка, в которой фермерствовал архангельский мужик Николай Сивков.

## Данные водного реестра
По данным государственного водного реестра России относится к Двинско-Печорскому бассейновому округу, водохозяйственный участок реки — Северная Двина от впадения реки Вага и до устья, без реки Пинега, речной подбассейн реки — Северная Двина ниже места слияния Вычегды и Малой Северной Двины. Речной бассейн реки — Северная Двина.
По данным геоинформационной системы водохозяйственного районирования территории РФ, подготовленной Федеральным агентством водных ресурсов:
- Код водного объекта в государственном водном реестре — 03020300412103000033010
- Код по гидрологической изученности (ГИ) — 103003301
- Код бассейна — 03.02.03.004
- Номер тома по ГИ — 03
- Выпуск по ГИ — 0